# Freie Wasserwildjagd in Ostfriesland

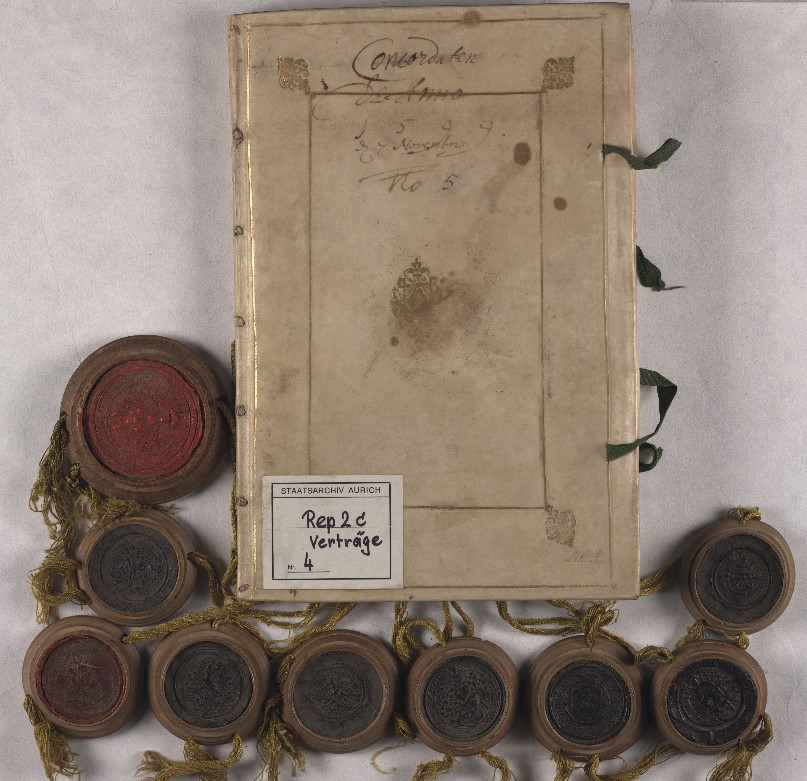
Emder Konkordat 1599

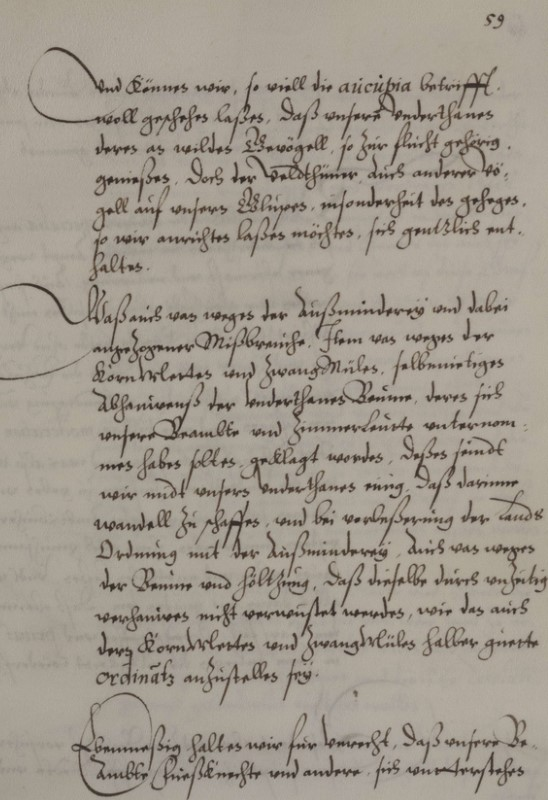
Emder Konkordat S. 59 Beschreibung der aucupia.

Die freie Wasserwildjagd in Ostfriesland wird im Emder Konkordat von 1599 als aucupia bezeichnet. Aucupia ist der lateinische Plural von Aucupium und bedeutet allgemein Vogelfänge. Der Begriff Aucupia findet sich in einigen rechtlichen Ausführungen des Mittelalters und der Renaissance bezüglich Jagd, Fischerei und Vogelfang wieder. Dieser Eintrag beschreibt ausschließlich die rechtshistorische Geschichte der freien Wasserwildjagd in Ostfriesland.

## Geschichte
Die Nähe zum Meer, große Moore und Feuchtgebiete, zahlreiche Siele und Entwässerungskanäle kennzeichnen die Landschaft Ostfrieslands; ein Paradies für Wasservögel aller Art. Daher hat die Jagd auf Wasserwild in Ostfriesland eine lange Tradition und ist ein Kulturgut der Friesen.

Nach der Geschichte beließ bereits Karl Martell den Friesen nach ihrer endgültigen Unterwerfung im Jahr 734 n. Chr. in der Schlacht an der Boorne ihre bestehenden Rechte, u. a. den freien Fischfang und die freie Jagd. Dies berichtete die Geschichte ebenfalls von Karl d. Großen. Am 17. November 1599 wurde die freie Jagd auf Wasser- und Zugvögel geschriebenes Recht für Ostfriesland. Im Emder Konkordat zwischen Graf Enno III. und den Vertretern der Landstände wurde ausdrücklich festgehalten, dass die Untertanen berechtigt blieben „Wildgeflügel, so zur Flucht gehörig, frei zu jagen“. Dieses Recht der freien Jagd auf Wasser- und Zugvögel hatten die Ostfriesen auch gegenüber ihren Grafen in Aurich stets behauptet. Im Osterhusischen Akkord vom 21. Mai 1611 bestätigte Enno III. nochmals dieses spezielle Jagdrecht.

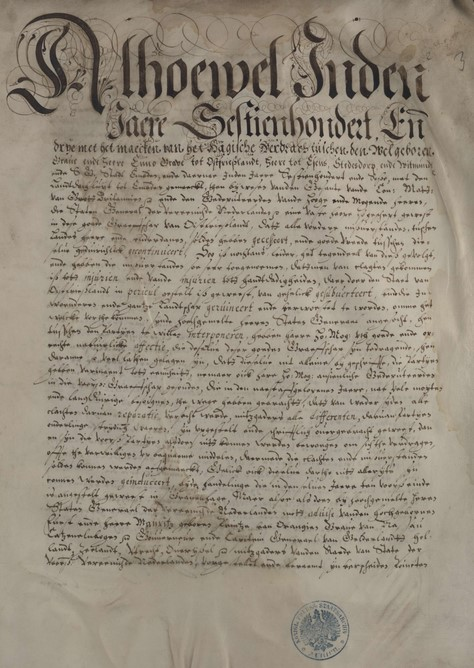
Osterhusischer Akkord 1611.

Die Aucupia in Ostfriesland war somit ein Jedermannsrecht und nicht ein Privileg des Adels oder der Grundeigentümer, was dieses Jagdrecht für die Ostfriesen so einmalig machte.
Für Preußen und somit das heutige Niedersachsen lässt sich dieses Recht der freien Wasserwildjagd auf die Emder Konvention zurückführen. Dies war ein Vertrag vom 14. März 1744, der die Annexion der Grafschaft Ostfriesland durch Preußen nach dem Aussterben der einheimischen Dynastie der Cirksena regelte. In der Emder Konvention wurden die alten Rechte und Privilegien der Stadt Emden und der Landesstände von Preußen anerkannt. 1785 wurde die freie Jagd auf wilde Gänse und Enten nochmals durch die damalige Ritterschaft festgeschrieben.
Die Herrschaft Preußens endete mit der napoleonischen Franzosenzeit. Zunächst war Ostfriesland Teil des Königreichs Holland und dann von 1810 bis 1813 französische Provinz, und zwar als Departement Ems-Oriental (Osterems). Nach dem Wiener Kongress von 1815 kam Ostfriesland dann zu Hannover.
Das Königlich-hannoversche Forst- und Jagdgesetz vom 31. Juli 1838 erkannte die freie Jagd auf wilde Enten, Gänse und Schwäne und sonstige wilde Wasservögel durch einheimische Ostfriesen, ausdrücklich an. In der Jagdordnung für die Provinz Ostfriesland wurde die Wasserwildjagd derart geregelt, dass jeder auch zur Jagd nicht berechtigte Eingesessene wilde Gänse, Enten und Schwäne sowie sonstige wilde Wasservögel jagen und fangen durfte. Ausgenommen war nur die Brutzeit vom 15. April bis zum 15. Juli eines jeden Jahres. 1850 erließ König Ernst August von Hannover das „Gesetz zur Aufhebung des Jagdrechts auf fremden Grund und Boden“. Das Jagdrecht wurde nun vollständig an den Grundbesitz gebunden. In § 15 wurden die für einzelne Landesteile erlassenen Jagdordnungen aufgehoben. Ausnahme blieb in § 30 das Recht der Ostfriesen zur freien Jagd auf wilde Enten und Gänse.
Das Königreich Hannover erließ am 11. März 1859 eine neue Jagdordnung. Durch § 16 auf S. 10 der Jagdordnung wurde erneut das historische Recht der Wasserwildjagd der Ostfriesen bestätigt.
Nach der Niederlage Hannovers im Krieg bei Langensalza 1866 wurde Ostfriesland wieder preußisch – und blieb es bis 1945.
Die preußische Jagdgesetzgebung sollte bereits 1855, 1879 und 1883/84 novelliert werden. Alle diese Gesetzesvorlagen scheiterten jedoch. Erst 1907 wurde eine neue preußische Jagdordnung kodifiziert. Im Anhang A auf S. 193 der preußischen Jagdordnung vom 15. Juli 1907 wurde die freie Wasserwildjagd der Ostfriesen wiederum bestätigt.

### Die freie ostfriesische Wasserwildjagd zur Zeit der Nationalsozialisten im Dritten Reich

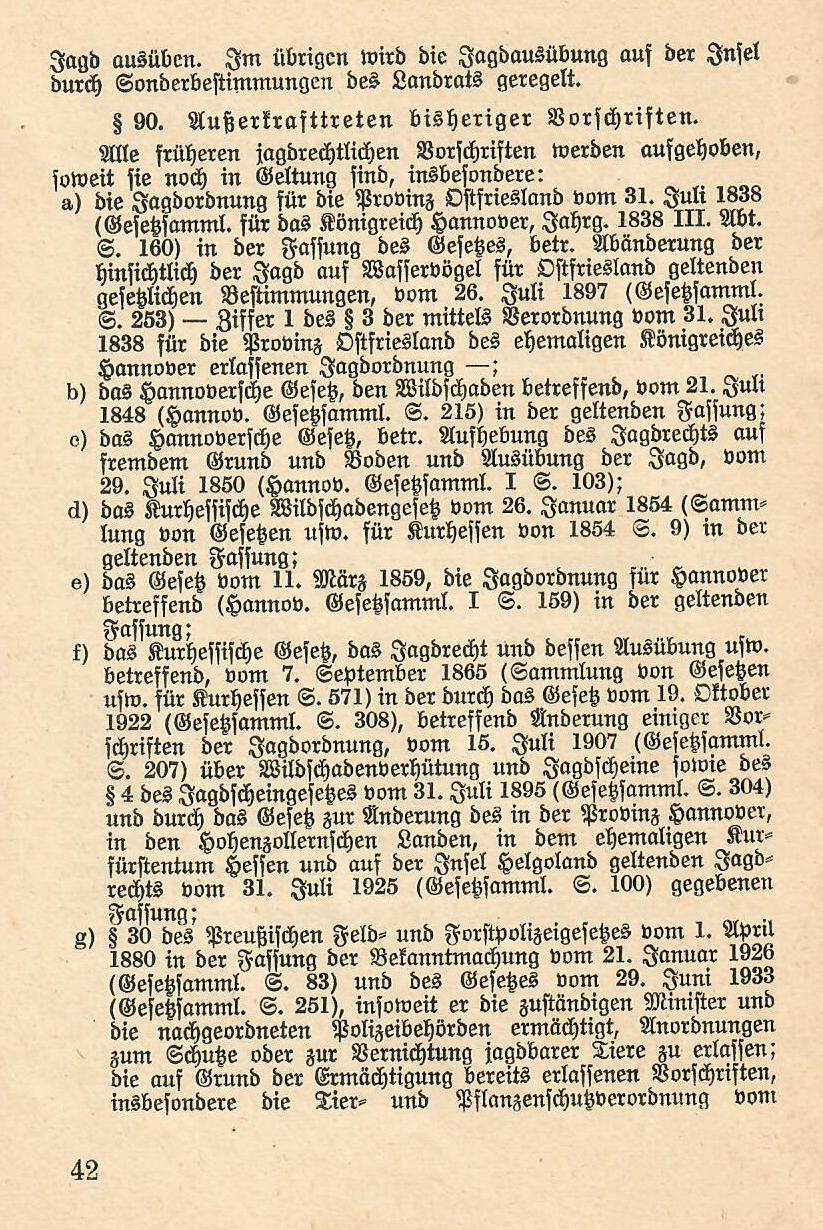
Scan aus dem preußischen Jagdgesetz vom 18. Januar 1934 Seite 42

Im Zuge der Novemberrevolution von 1918 ging der Freistaat Preußen aus der preußischen Monarchie hervor. Mit dem Preußenschlag von 1932 unterstellte Reichskanzler Franz von Papen das Land der Reichsregierung und nahm ihm so seine Eigenständigkeit. Die Eingliederung des Staates Preußen in das Dritte Reich durch die „Preußenschläge“ wurde auch als Staatsstreich bezeichnet. Damit hatte der Freistaat in der Zeit des Nationalsozialismus de facto bereits aufgehört zu existieren, auch wenn formal eine preußische Regierung unter Hermann Göring weiter amtierte. Mit dem preußischen Jagdgesetz von 1934 hob der preußische Ministerpräsident Hermann Göring das spezielle Landesrecht der Ostfriesen zur Wasserwildjagd auf.
Nach der Aufhebung jagten die Ostfriesen Wasserwild ab 1934 nach dem Reichsjagdgesetz. Ein Widerspruch oder gar eine öffentliche Auflehnung gegen den Entzug des historischen Rechts zur Wasserwildjagd war zu dieser Zeit nicht ratsam und wurde daher auch nicht unternommen. Mit der Auflösung Preußens im August 1946 wurde die Provinz Hannover für kurze Zeit ein eigenes Land, das im November desselben Jahres im Land Niedersachsen aufging. Nach dem Ende des Zweiten Weltkrieges bestimmte das Kontrollratsgesetz Nr. 46 vom 25. Februar 1947 auch rechtlich die Auflösung Preußens. Ab 1952 jagten die Ostfriesen dann nach dem Bundesjagdgesetz als Rahmengesetz in Verbindung mit dem Landesjagdgesetz von Niedersachsen Wasserwild.

### Die „Interessengemeinschaft Ostfriesischer Wasserjäger e. V.“ und die freie ostfriesische Wasserwildjagd
Am 12. Oktober 1952 gründete sich die „Interessengemeinschaft Ostfriesischer Wasserjäger e. V.“ (kurz: IOW) in Emden. Das Ziel des Vereins bestand in der Wiedereinführung der freien Wasserwildjagd auf der Grundlage der Jagdordnung für Ostfriesland von 1838. Die IOW hatte darauf hingewiesen, dass durch das Reichsjagdgesetz vom 3. Juli 1934 die Forst- und Jagdgesetzgebung auf das Dritte Reich übertragen wurde. In § 71 Abs. 2 S. 4 wurden alle landesspezifischen Jagdordnungen außer Kraft gesetzt, auch das Recht der Ostfriesen zur Wasserwildjagd. Da dies entschädigungslos geschah, wäre dies ein Verstoß gegen die Weimarer Verfassung Artikel 153 gewesen. Die Eingabe des Vereins vom 28. Oktober 1952, das Bundesjagdgesetz im Sinne der Jagdordnung für die Provinz Ostfriesland von 1838 zu ändern, kam zu spät. Das neue Bundesjagdgesetz wurde am 30. Oktober 1952 durch den Bundestag beschlossen. Die Eingabe des Vereins erreichte das zuständige Bundesministerium für Ernährung, Landwirtschaft und Forsten jedoch erst am 31. Oktober 1952.
Von da an konzentrierte sich die IOW darauf, die freie ostfriesische Wasserwildjagd im Landesjagdgesetz von Niedersachsen zu verankern. Der Verein war insoweit erfolgreich, dass im Landesjagdgesetz von Niedersachsen vom 31. März 1953 in § 8 folgender Passus aufgenommen wurde: „Die Ausstellungen von Erlaubnisscheinen zur Jagd auf Entenvögel in den Bezirken, in denen die Wasserjagd oder Pohljagd nach altem Herkommen von der eingesessenen Bevölkerung ausgeübt wird, darf nicht beschränkt werden.“
Mit dem Runderlass des Niedersächsischen Ministeriums für Ernährung, Landwirtschaft und Forsten wurde § 8 präzisiert. In Artikel VIII wurde die Wattenjagd definiert. Die an der Küste liegenden Landkreise Aurich, Leer, Emden, Friesland, Cuxhaven, Wesermarsch und Wittmund konnten nun Jagderlaubnisscheine für die Jagd auf Wasserwild (sog. Wattenjagderlaubnisscheine) ausgeben. Die Wattenjagderlaubnisscheine berechtigten die Besitzer zur Jagd auf Wasserwild am Meeresstrande und in den Küstengewässern. Da die Küstengewässer in Ostfriesland bei Ebbe trockenfallen, wurde auch von der Wattenjagd gesprochen. 1980 wurden 850 Wattenjagderlaubnisscheine durch die o. a. Landkreise an ostfriesische Jäger ausgegeben. Dadurch, dass nun Jagderlaubnisscheine nötig waren, um die Jagd auf Wasserwild legal ausüben zu können, wandelte sich die ehemals freie Wasserwildjagd der Ostfriesen in eine Lizenzjagd. Dieses Lizenzjagdsystem steht dem sonst in Deutschland üblichen Revierjagdsystem gegenüber.
Die IOW war mit dem Erreichten jedoch nicht zufrieden und versuchte weiterhin die Jagdgesetzgebung dahingehend in Niedersachsen mitzugestalten, dass die Jagdordnung für Ostfriesland von 1838 vollumfänglich wieder eingeführt wurde. Auf Betreiben der IOW verabschiedete der Landkreis Aurich am 26. Oktober 1953 eine Resolution zur Wiedereinführung der freien ostfriesischen Wasserjagd im Sinne der Jagdordnung für die Provinz Ostfriesland vom 31. Juli 1838. Am 11. Februar 1957 bestätigte der Präsident der Ostfriesischen Landschaft, Carl Stegmann, das Recht der Ostfriesen auf die freie Wasserwildjagd. Stegmann beschrieb in seinem Unterstützungsschreiben die freie ostfriesische Wasserwildjagd als „für jeden Ostfriesen wertvolles Rechts- und Kulturgut“. Am 21. Oktober 1957 fasste der Kreistag des damaligen Landkreises Norden ebenfalls die Entschließung, die freie Wasserwildjagd in Ostfriesland wieder einzuführen. Diese Entschließung wurde dem Regierungspräsidenten in Aurich und den zuständigen Ministerien des Bundes und des Landes zugeleitet.
Schlussendlich blieben diese Bemühungen der IOW jedoch erfolglos. Der Verein wurde Ende der 1950er Jahre aufgelöst.

### Der Nationalpark „Niedersächsisches Wattenmeer“ und die Wattenjagd
Am 1. Januar 1986 wurde der Nationalpark „Niedersächsisches Wattenmeer“ unter der CDU-Regierung von Ministerpräsident Ernst Albrecht eingerichtet. In der Ruhezone des Nationalparks wurde die Wattenjagd verboten. Damit entfielen ca. 50 % der jagdbaren Fläche im niedersächsischen Wattenmeer. Die Zahl der ausgegebenen Wattenjagderlaubnisscheine sank auf 200 im Jahr 1990. Mit der Weiterentwicklung des Nationalparks wuchs die Kritik an der Wattenjagd. So bezeichnete Hans Oelke die Wattenjagd in Niedersachsen als einen ökologischen und naturschutzrelevanten Anachronismus: „Als gravierendster Einwand ist die mit der Jagdausübung verbundene Störung insbesondere der Avifauna zu nennen. Diese Störungen können die Nahrungsaufnahme, das Rast- und Schlafplatzverhalten der Tiere beeinträchtigen mit allen sich daraus ableitenden Konsequenzen (Stress, Erhöhung der Fluchtdistanz etc.). Sie wirken sich gegenüber allen – auch den geschützten – Arten aus und sind als das wichtigste Argument gegen eine jagdliche Nutzung anzusehen“. Heribert Kalchreuter hingegen sah in der Diskussion um die Wasserwildbejagung und den Störfaktor Jagd nur wissenschaftlich unbegründete Jagdverbote. „Demgegenüber bemängelt Owen (1993) nach einer Literaturrecherche, dass keine dieser Arbeiten schlüssige Beweise für negative Auswirkungen jagdbedingter Störungen auf die Populationen der Wasservögel liefern könne. Einen ähnlichen Schluss zieht Keller (1996) nach der Sichtung von etwa 300 Publikationen. Owen kritisiert weiter die gezielte Auswahl bestimmter störungsintensiver Situationen bei den Studien, deren Ergebnisse dann zu pauschalen Aussagen formuliert, als Grundlage zu landesweiten Forderungen dienen sollen. Der pragmatische englische Wasserwildbiologe charakterisiert damit treffend die Situation in mehreren europäischen Ländern, vor allem in Deutschland.“
1990 übernahm die Rot-Grüne Koalition unter dem SPD-Ministerpräsidenten Gerhard Schröder die Regierung in Niedersachsen. Im Koalitionsvertrag vom 19. Juni 1990 wurde die Einstellung der revierlosen Wattenjagd bis Ende 1994 vereinbart. Die Jagd auf den Hellerflächen in den Schutzgebieten des Wattenmeeres sollte nur fortgesetzt werden, soweit sie im Einklang mit den Schutzzwecken stand. Die Umsetzung dieser Koalitionsvereinbarung erfolgte am 31. Dezember 1994.
Hiermit endete die Tradition der ostfriesischen Wasserwildjagd durch revierlose Jäger ohne Landeigentum nach über 1260 Jahren.